# رنده‌کردن (فرآورده جانوری)
رنده‌کردن (به انگلیسی: Rendering) فرآیندی است که بافت‌های زائد جانوری را به مواد پایدار و قابل استفاده تبدیل می‌کند. رنده‌کردن می‌تواند به هرگونه فرآوری محصولات جانوری به مواد مفیدتر، یا به‌طور محدودتر، تبدیل کل بافت چربی حیوانی به چربی‌های خالص‌شده مانند گوشت خوک یا پیه اشاره داشته باشد. رنده‌کردن را می‌توان در مقیاس صنعتی، مزرعه یا آشپزخانه انجام داد. همچنین می‌توان آن را برای محصولات غیرجانوری که به خمیر تبدیل می‌شوند نیز اعمال کرد. فرایند رنده‌کردن به‌طور همزمان مواد را خشک می‌کند و چربی را از استخوان و پروتئین جدا می‌کند و یک کالای اقتصادی به عنوان چربی و یک وعده غذایی پروتئین به دست می‌دهد.
رد کردن چربی‌های حیوانی توسط مصرف‌کنندگان آگاه به رژیم غذایی سبب مازاد چربی‌های خوراکی و در نتیجه انحراف به سمت صابون‌سازی و مواد اولئوشیمیایی شد که جایگزین چربی‌های غیرخوراکی شد و به شناوری بازار این کالا کمک کرد.